# Vanja Larsson
Rut Vanja Ingegerd Larsson, född Andersson 13 oktober 1945 i Lundby församling i Göteborg, död 12 december 2018 i Ödenäs distrikt i Västra Götalands län, var en svensk vänsterpartistisk politiker. Hon var ledamot av partistyrelsen 1985–1990, ledamot av Västra Götalands läns landsting 1998–2002 samt ledamot av Alingsås kommunfullmäktige från 1977 fram till sin död.